# خونه بابا ۲
خونه بابا ۲ (انگلیسی: Daddy's Home 2) یک فیلم کمدی-آمریکایی ، به کارگردانی شان آندرس است که در سال ۲۰۱۷ منتشر شد.از بازیگران این فیلم میتوان به ویل فرل،مارک والبرگ،لیندا کاردلیانی،جان سینا،جان لیسگوومل گیبسون اشاره کرد.این فیلم ادامه‌ای بر فیلم خونه بابا است.
این فیلم در ۱۰ نوامبر ۲۰۱۷ توسط پارامونت پیکچرز منتشر شد.

## خلاصه داستان
برد و داستی(ویل فرل و مارک والبرگ) باید در دوران تعطیلات با پدرانشان (مل گیبسون و جان لیسگو) معامله‌ای ناگهانی کنند.

## بازیگران
- ویل فرل در نقش برد ویتاکر ، شوهر سارا و پدرخوانده دیلان و مگان
- مارک والبرگ در نقش داستی مایرون ، شوهر سابق سارا و پدر دیلان و مگان
- لیندا کاردلیانی در نقش سارا ویتاکر ، همسر برد
- جان سینا در نقش راجر ، پدر خطرناک دخترخوانده داستی
- مل گیبسون در نقش آقای مایرون ، پدر داستی
- جان لیسگو در نقش آقای ویتاکر ، پدر برد
- اسکارلت استیوز در نقش مگان ماریون ، دختر داستی و سارا
- اوون واکارو در نقش دیلان مایرون ، پسر سارا و داستی
- الساندرا آمبروزیو در نقش کارن
- دیدی کاستین در نقش آدریانا ، دخترخوانده داستی

## تولید
در آوریل ۲۰۱۶ ، هنگامی که شان آندرس و جان موریس در حال نوشتن فیلم‌نامه به کارگردانی آندرس بودند اعلام شد که مارک والبرگ و ویل فرل در این فیلم به نقش خود در قسمت قبلی این فیلم بازخواهند گشت.در ژانویه ۲۰۱۷ اعلام شد که مل گیبسون و جان لیسگو از ستارگان فیلم خواهند بود.بعداً حضور لیندا کاردلیانی و اوون واکارو در این فیلم تأیید شد.همچنین اعلام شد که اسکارلت استیوز و جان سینا در این فیلم به نقش خود در قسمت اول این فیلم ، بازخواهند گشت.

### فیلمبرداری
فیلمبرداری این فیلم در ۲۰ مارس ۲۰۱۷ آغاز شد.قسمت‌هایی از این فیلم در کنکورد، ماساچوست فیلمبرداری شده‌است.

## انتشار
برنامه‌ریزی‌ها برای اکران این فیلم در دهم نوامبر ۲۰۱۷ صورت گرفته بود.